# Im Su-hyang
Im Su-hyang (* 19. April 1990 in Busan) ist eine  südkoreanische Schauspielerin. Sie studiert Theater und Film an der Chung-Ang University.

## Filmografie

### Filme
- 2009: 4th Period Mystery (4교시 추리영역)

### Fernsehserien
- 2011: Sin-gi-saeng-dyeon (신기생뎐; SBS)
- 2011: Paradise Ranch (라다이스 목장; SBS)
- 2012: I Do, I Do (아이두 아이두; MBC)
- 2013: IRIS II (아이리스2; KBS2)
- 2014: Inspiring Generation (감격시대 Gamgyeok Sidae, KBS2)
- 2017: Lovers In Bloom
- 2018: My ID is Gangnam Beauty
- 2019: Graceful Family (Wooahan Ga)
- 2022: Doctor Lawyer (닥터로이어; MBC)

### Musikvideos
- 2012: Lovey Dovey (Zombie Version) von T-ara

## Auszeichnungen
- 2011 Korea Drama Award in der Kategorie beste Nachwuchsschauspielerin für Sin-gi-saeng-dyeon[1]
- 2011 SBS Drama Award in der Kategorie New Star für Sin-gi-saeng-dyeon[2]
- 2017 KBS Drama Award in der Kategorie Excellence Award (Daily Drama), Female für Lovers in Bloom[3]